# Piloro (ciudad)
Piloro (en griego, Πίλωρος) fue una antigua ciudad griega de la península Calcídica.
Es citada por Heródoto como una de las ciudades —junto a Asa, Singo y Sarte— situadas cerca del monte Atos donde Jerjes había mandado abrir un canal por el que pasó su flota. De estas ciudades reclutó tropas, en su expedición del año 480 a. C. contra Grecia.
Posteriormente la ciudad perteneció a la liga de Delos puesto que es mencionada en la lista de tributos a Atenas de 434/3 a. C.